# Louis Houngnandande
Djindo Louis Houngnandande (* 25. August 1985) ist ein beninischer Fußballschiedsrichter.
Seit 2017 steht Houngnandande auf der Liste der FIFA-Schiedsrichter und leitet internationale Fußballpartien.
Beim Afrika-Cup 2024 in der Elfenbeinküste leitete Houngnandande ein Spiel in der Gruppenphase. Zudem war er beim WAFU Cup of Nations 2019 im Senegal, beim U-23-Afrika-Cup 2019 in Ägypten und bei der Afrikanischen Nationenmeisterschaft 2023 in Algerien im Einsatz.